# Steve Kaplan
Steven Mark Kaplan, detto Steve (in ebraico סטיב קפלן‎?; Brooklyn, 6 febbraio 1950), è un ex cestista statunitense naturalizzato israeliano.

## Carriera
Con Israele ha partecipato a due edizioni dei Campionati europei (1977, 1979).